# Olsenbanden og Dynamitt-Harry på sporet
Olsenbanden og Dynamitt-Harry på sporet er en norsk film fra 1977. Den havde premiere den 14. august 1977 og er instrueret af Knut Bohwim. Filmen er den ottende i den norske udgave af Olsenbande-serien. 

## Trivia
- I denne film, og Olsenbanden gir seg aldri, siger de ikke at Benny hedder Banny Fransen, mens han i danske versioner hedder Benny Hansen.
- Dette er den første film hvor Øivind Blunck medvirker som Hermansens assistent Holm.
- Filmen er baseret på den danske film som hedder Olsen-banden på sporet.
- Helmer & Sigurdson havde deres eget TV-show på NRK

## Handling
90 millioner kroner er nu i Olsenbandens eje, men en dansker, kaldt Biffen (kaldes ofte af Benny for Danskepølsa), stjæler pengene, og Egon havner i fængsel. Egons plan denne gang er at få de stjålne penge, som er kommet til Norge og blevet lavet til guldbarer, tilbage. Guldbarrerne opbevares hos firmaet Multiscan og skal fragtes til udlandet i en specialkonstrueret togvogn, lavet af Franz Jäger i Berlin. Harry derimod, er blevet Kjell og Valborgs nærmeste nabo. Men de vil havde at han skal stoppe den videnskabelige virksomhed med dynamit og blive et dannet menneske.

## Medvirkende
| Rolle                     | Skuespiller            |
| ------------------------- | ---------------------- |
| Egon Olsen                | Arve Opsahl            |
| Kjell Jensen              | Carsten Byhring        |
| Benny Hansen              | Sverre Holm            |
| Dynamitt-Harry            | Harald Heide-Steen Jr. |
| Valborg Jensen            | Aud Schønemann         |
| Kriminalbetjent Hermansen | Sverre Wilberg         |
| Kriminalassistent Holm    | Øivind Blunck          |
| Biffen                    | Ove Verner Hansen      |
| Lagerformand              | Arnold Petersheim      |
| Aksjermægler              | Helge Reiss            |
| Stasjonsbetjent           | Willie Hoel            |
| Vagtmand med hund         | Dan Fosse              |
| Kriminalchefen            | Wilfred Breistrand     |
| Sælger i rejsebureau      | Ulf Wengård            |
| Sekretær                  | Anne-Lise Tangstad     |
| Godsekspiditør            | Lasse Tomter           |
| Mand med iskrem           | Ivar Nørve             |
| Dame som venter på iskrem | Kristen Kaurin Bohwim  |
| Mario, gangster           | Jon Berle              |
| Elektrikker for NSB       | Knut Bohwim            |
| NSB-Ansatt                | Per Engebretsen        |
| NSB-Ansatt                | Dag Fr. Holler         |
| Sigurdson/Politiansatt    | Anders Hatlo           |
| Helmer/Politiansatt       | Alf Nordvang           |